# ثبت تغییرات داده
ثبت تغییرات داده (به انگلیسی: Change Data Capture) (به اختصار: CDC) مجموعه‌ای از الگوهای طراحی نرم‌افزار است که جهت ثبت تغییرات داده‌هایی که تغییر یافته‌اند، مورد استفاده قرار می‌گیرند.
از رویکرد CDC جهت یکپارچه‌سازی داده‌ها بر پایه تشخیص، ثبت و تحویل تغییرات داده به منابع داده سازمانی استفاده می‌شود. از CDC اغلب در محیط‌های انبار داده بهره می‌گیرند، چرا که ثبت و حفظ وضعیت داده‌ها در طول زمان، یکی از عملکردهای اصلی انبار داده است؛ با این حال CDC می‌تواند در هر پایگاه داده یا هر سیستم مخزن داده دیگری، مورد استفاده قرار گیرد.

## روش‌ها
توسعه‌دهندگان، مکانیزم‌های ثبت تغییرات داده را به روش‌های مختلفی می‌توانند پیاده‌سازی کنند. آن‌ها ممکن است از ترکیبی از لایه‌های سیستمی مختلف، از سطح اپلیکیشن گرفته تا سطح منبع داده فیزیکی جهت راه‌اندازی این مکانیزم، استفاده کنند.
در یک سیستم CDC ساده، یک سیستم کامپیوتری، حاوی داده‌هایی است که در طول زمان تغییر کرده‌اند و کامپیوتر دومی نیز وجود دارد که با توجه به آن تغییرات داده‌ای، باید عملی را انجام دهد. به کامپیوتر اول، «منبع» (به انگلیسی: source) و به کامپیوتر دوم «هدف» (به انگلیسی: target) گویند. این امکان نیز وجود دارد که منبع و هدف، هر دو به صورت فیزیکی، یکسان باشند؛ با این حال در این حالت، الگوی طراحی نرم‌افزار، تغییری نخواهد داشت و مکانیزم‌های CDC می‌توانند در یک سیستم کامپیوتری واحد پیاده‌سازی شوند.

### برچسب زمانی روی ردیف‌ها
یکی از روش‌های پیاده‌سازی سازوکار ثبت تغییرات داده، استفاده از برچسب زمان روی ردیف‌ها است. جداولی که باید تغییرات‌شان ثبت شود، احتمالاً دارای ستونی هستند که زمان آخرین تغییر را در خود نگه می‌دارد. نام چنین ستونی معمولاً LAST_UPDATE یا LAST_MODIFIED یا عناوین مشابه است. هر ردیف از هر جدولی که مقدار برچسب زمانی‌شان، مربوط به بعد از آخرین زمانی باشد که تغییرات ثبت شده‌اند، به عنوان رکورد تغییر یافته، تشخیص داده می‌شود.
برچسب زمانی روی ردیف‌ها، معمولاً جهت پیشگیری از وقوع همزمانی مورد استفاده قرار می‌گیرد. از این رو معمولاً این ستون، در بیشتر جداول در دسترس است.